# In Deed

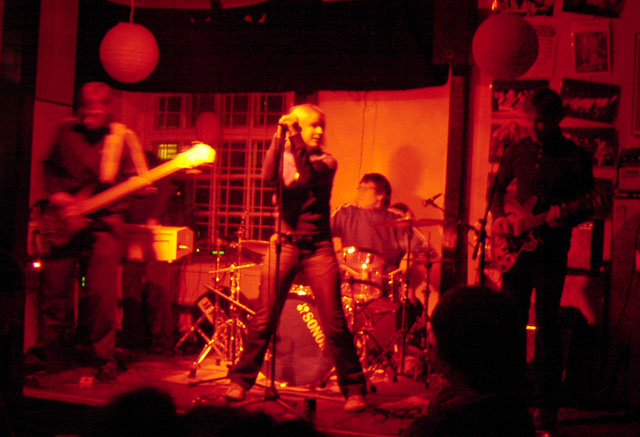
In Deed, live på Smedjan i Köping, 2003

In Deed är ett svenskt indiepopband från Uppsala som startade 1995. 
Bandet har släppt två singlar på 00-talet, Apologize (2000) och Peace & Quiet (2001), och ett album, At 4000 Meters (2001), på skivbolaget Dead Frog Records. På låten Marry Myself (At 4000 Meters) medverkar även sångerskan/skådespelerskan Regina Lund. In Deed spelade på Hultsfredsfestivalen (1999), singeln Apologize spelades flitigt under en period på Sveriges Radio P3/P4 (2000). Musikvideon till låten According to you visades flitigt på ZTV (2002). 
2017 släppte In Deed albumuppföljaren Everest som ett vinylalbum (Open Mind Records) och på digitala plattformar (Over and Over Recordings). Förlag: Misty Music AB. 2018 gjorde In Deed en live-turné i England med spelning på bland annat Dublin Castle i Camden, London.  
2019 släppte det Los Angeles-baserad skivbolaget Big Stir Records albumet Everest (extended version) på CD. Förlag: Misty Music AB. 
Samtliga singlar och album finns att tillgå på digital plattformar såsom bland andra Spotify och iTunes .  
Musiker som spelar och spelat med bandet live och/eller på inspelningar är bland andra Jens Siilakka (bas), Johan Helander (gitarr), Magnus Lindström Kolterud (bas), Niclas Malmberg (klaviatur), Pelle Forsberg (bas), Peter Forsman (bas), Oscar Simonsson (klaviatur) (Koop), Regina Lund (sång) samt Saemi Grettison Karlsson (klaviatur) (Moder Jords Massiva).

## Medlemmar och låtskrivare
- Linda Karlsberg, sång
- Richard Öhrn, gitarr och sång
- Marcus Segersvärd, trummor och sång

## Diskografi
- Apologize (2000) - maxisingel
- At 4000 Meters (2001)[1] - album
- Peace & Quiet (2001) - maxisingel
- Five Times a Day (2017) - singel
- Everest (2017) - album
- Heart Attack (2018) - singel
- I'm Alright (When I'm with You) - singel
- Everest (extended edition) (2019) - album